# Cordillera de Vindhya
La cordillera de Vindhya (en sánscrito: विन्‍ध्य) es una cordillera de montañas y colinas viejas y redondeadas en la parte oeste-central del subcontinente indio, que geográficamente separa el subcontinente indio en India del norte (la llanura Indo-Gangética) y India del Sur.
- Datos: Q271435
- Multimedia: Vindhyas / Q271435